# Zika groznica
Zika groznica, također poznata kao Zika virusna bolest, je bolest uzrokovana Zika virusom. Simptomi su slični Denga groznici. U većini slučajeva (60–80%) nema nikakvih simptoma. Kada su simptomi prisutni obično uključuju vrućicu, crvenilo očiju, bol u zglobovima, glavobolju, te makulopapularni osip. Simptomi su obično blagi i traju manje od sedam dana. Od 2015. godine nije bilo smrtnih slučajeve u oboljelih od početne infekcije. Ova infekcija povezana je s Guillain–Barréovim sindromom.

## Uzrok i dijagnostika
Zika groznica uglavnom se prenosi ubodom komaraca Aedes vrste. Uz to je moguć i prijenos spolnim odnosom i transfuzijom krvnih pripravaka. Bolest se također prenosi s majke na dijete u maternici te uzrokuje mikrocefaliju. Bolest se dijagnosticira testiranjem krvi, mokraće ili sline na prisutnostvirusne RNK za vrijeme trajanja simptoma.

## Prevencija i liječenje
Prevencija uključuje smanjenje broja uboda komaraca u područjima gdje se javlja ova bolest. To se može pokušati pomoću  sprejeva za odbijanje insekata, pokrivanja većine površine tijela odjećom, mreža za komarce, te uklanjanje voda stajaćica u kojima se komarci razmnožavaju. Ne postoji učinkovito cjepivo. Brazilski stručnjaci za zdravstvo preporučili su roditeljima da razmotre odgodu trudnoće u 2015. godini zbog epidemije, a također je trudnicama preporučeno da ne putuju u područja zahvaćena epidemijom. Iako ne postoji specifično liječenje, paracetamol (acetaminofen) može pomoći ublažiti simptome. Hospitalizacija je rijetko kada potrebna.

## Povijest i epidemiologija
Virus koji uzrokuje ovu bolest prvi puta je izoliran 1947. godine. Prva zabilježena epidemija među ljudima dogodila se 2007. godine u Saveznim državama Mikronezije. Od siječnja 2016. godine bolest je prijavljena u dvadeset regija diljem Amerika. Poznato je da se javila i u Africi, Aziji te Pacifiku. Zbog epidemije koja je počela u Brazilu 2015. godine, Svjetska zdravstvena organizacija proglasila je Međunarodno javno zdravstveno izvanredno stanje u veljači 2016. godine.